# Formigueiro-assobiador
Formigueiro-de-bibe-setentrional ou formigueiro-assobiador (Myrmoderus loricatus) é uma espécie de ave da família Thamnophilidae.
É endémica do Brasil.
Os seus habitats naturais são: florestas subtropicais ou tropicais húmidas de baixa altitude e regiões subtropicais ou tropicais húmidas de alta altitude.